# ジュリー・ハリス
ジュリー・ハリス（Julie Harris、1925年12月2日 - 2013年8月24日）は、アメリカ合衆国の女優。

## 来歴

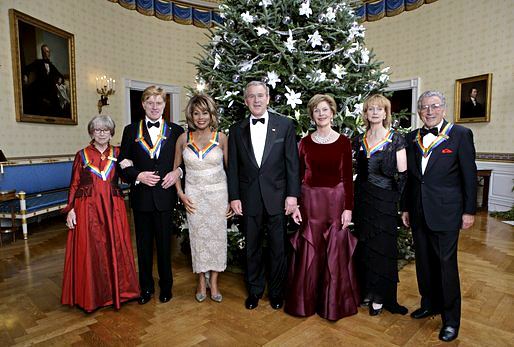
晩年のハリスが写った2005年の集合写真：左端の小柄な女性がハリス。そこから右方向へ、ロバート・レッドフォード、ティナ・ターナー、ジョージ・W・ブッシュ、ローラ・ブッシュ、スザンヌ・ファレル (Suzanne Farrell)、トニー・ベネットと並んでいる。

ミシガン州グロス・ポイント生まれ。父親は銀行家、母親は看護婦。
イェール・スクール・オブ・ドラマ、アクターズ・スタジオに学んだ後、1945年にブロードウェイの舞台に立つ。舞台での当たり役だった"The Member of the Wedding"が1952年に映画化された際、同じ役柄で映画デビューしアカデミー主演女優賞にノミネートされた。
映画では1955年の『エデンの東』においてジェームズ・ディーンの相手役が有名。
その後は舞台を中心に活動し、5回もトニー賞に輝いた。テレビ出演も多く、2度にわたりエミー賞を受ける。
私生活では1946年にブロードウェイの演出家ジェイ・ジュリアンと結婚するが、1954年に離婚し、同年にマニング・ガリアンと再婚、一児を儲ける。
2013年8月24日、マサチューセッツ州にて病のために死去。87歳没。日本では偶然にも彼女の死の1日前の2013年8月23日にBSジャパンで代表作の『エデンの東』が放映されていた（死去が報じられる前なので、追悼放映ではない）。

## 主な映画出演
- エデンの東 East of Eden (1955)
- 嵐の中の青春 I Am a Camera (1955)
- たたり The Haunting (1963)
- 動く標的 Harper (1966)
- 禁じられた情事の森 Reflections in a Golden Eye (1967)
- サイコXX How Awful About Allan (1970)
- 刑事コロンボ 別れのワイン Columbo: Any Old Port in a Storm (1973)
- さすらいの航海 Voyage of the Damned (1976)
- 愛は霧のかなたに Gorillas in the Mist (1988)
- ハウスシッター/結婚願望 Housesitter (1992)